# Jelaške (župa)
Jelaške su rimokatolička župa koje pripada Vrhbosanskoj nadbiskupiji odnosno Sutješkom dekanatu.
Nalazi se na području općina Zavidovići i Olova, smještena na proplancima uz rijeku Krivaju. Ime Jelaške spominje se u 14. i 15. stoljeću, a prije pada Bosne pod tursku vlast bile su u sastavu Kraljeve zemlje – Bobovac. Stara župa postojala je još u 15. stoljeću, njezin zaštitnik je bio sv. Ilija, a pripadala je franjevačkom samostanu u Olovu. Nakon provale Turaka, župi se gubi trag. Godine 1623. ponovno se spominje u sastavu olovskog samostana. Godine 1924. uslišana je zamolba mještana područja Jelašaka i Dištice te je obnovljena stara župa Jelaške. Prvotni zaštitnik novoobnovljene župe bilo je Našašće Sv. Križa (3. svibnja), a potom je za patron župe uzeto Uzvišenje Sv. Križa.
U doba fra Matije Divkovića, zabilježeno je 1623. da je župa bila u sastavu olovskoga samostana. Tad je u ovom kraju uz Krivaju bilo oko 3000 katolika. Poslije spaljivanja svetišta u Olovu, Jelaške su pripale vareškoj župi Vareš. Godine 1833. prešle su u sastav župe Vijaka. 1924., potomci vjernika stare župe Jelaške tražili su od Vrhbosanskog ordinarijata obnovu drevne župe, molbi je udovoljeno i osnovana je samostalna župa čiji je zaštitnik bio Našašće Sv. Križa. Na župnikovu intervenciju promijenjeno je u Uzvišenje Sv. Križa. Ipak, veliko župno slavlje uvijek je na Ilindan, po uzoru na drevnu župu koja je sv. Iliju imala za zaštitnika. Crkva je izgrađena 1959., a temeljito obnovljena 2001. Blizu župnog stana sagrađen je i dom Fra Matija Divković za skupove i slavlja kada dođu iseljenici. Ispred župne kuće je statua fra Matije Divkovića koja je postavljena prije 1990-ih. U podnožju je crkve mali muzej starina koje su se tijekom vremena nakupile.
U Stojčićima je sjedište župe Jelaške, tj. župna crkva. Veći dio župljana je u selu Dištica, a po nekoliko kuća župljana u selima Carevoj Ćupriji, Maoči, Stipinu Hanu, Grgićima, Ivanovićima, Borkovicima. Župa Jelaške prije rata imala je 900 vjernika a danas je spala je na nekih 150 i to u nekoliko razbacanih sela. Na području ove župe nije bilo hrvatsko-bošnjačkog sukoba niti protjerivanja ljudi. nema tenzija sa susjedima Bošnjacima, niti pretjerane suradnje na institucionalnoj razini.
Historiografija ne daje točan odgovor što su i gdje su Jelaške, jer povijesno mjesto tog imena više ne postoji, pa župa se zove Jelaške kao podsjetnik na onu drevnu, pa se može kazati da Jelaške predstavljaju koji obuhvaća više sela i prostrano polje podno planina i brda. Bivši župnik Ilija Orkić obnovio je crkvu, prikupio skoro sve podatke o župi i tiskao ih u knjigu.
Starinske Jelaške su rodno mjesto oca bosanskohercegovačke književnosti i jednog od pionira pismenosti fra Matije Divkovića, a iz Jelaški je i Magdalena Pereš-Vuksanović (1606. – 1670.), redovnica, umrla na glasu svetosti za koju mnogi kažu kako je bila hrvatska i bosanska Ivana Orleanska.

## Šport
Od 2016. održava se Memorijalni malonogometni turnir Alem i Sejo Mujezinović.